# Michel Decastel
Michel Decastel (* 22. Oktober 1955) ist ein ehemaliger Schweizer Fussballspieler und heutiger -trainer.

## Karriere als Spieler

### Vereine
Er spielte u. a. bei Neuchâtel Xamax, Racing Straßburg, Servette FC Genève und zum Abschluss seiner Fussballkarriere nochmals für Neuchâtel Xamax.
Mit Servette FC Genève gewann Decastel den Schweizer Meistertitel in der Saison 1984/1985 und 1984 den Schweizer Cup.

### Nationalmannschaft
Decastel absolvierte zwischen 1982 und 1986 19 Länderspiele für die Schweizer Nationalmannschaft.

## Karriere als Trainer
Decastel trainierte ab November 1989 den FC Colombier, für den er nach seiner Reamateurisierung im Jahr 1990 zusätzlich auch als Spieler tätig war. Danach trainierte diverse Vereine in der Schweiz u. a. den Yverdon-Sport FC, den FC Sion, die SR Delémont. Ab Sommer 1999 wechselte er ins Ausland und trainierte diverse Teams. Im Sommer 2012 kam er zurück in die Schweiz und betreute den FC Sion. Von Oktober 2015 bis Januar 2019 trainierte er Neuchâtel Xamax aus der Super League.

## Erfolge
als Spieler
- Schweizer Meister 1985 mit Servette FC Genève.
- Schweizer Cupsieger 1984 mit Servette FC Genève.